# مک‌اواس سکویا
مک‌اواس سکویا (انگلیسی: MacOS Sequoia) (نسخه ۱۵) بیست‌ویکمین نسخهٔ بزرگ و نسخهٔ کنونی مک‌اواس، سیستم‌عامل اپل برای رایانه‌های مک است. جانشین مک‌اواس سونوما، در کنفرانس جهانی توسعه‌دهندگان اپل (WWDC 2024) در ۱۰ ژوئن ۲۰۲۴ معرفی شد. نام آن برگرفته از پارک ملی سکویا است که در رشته‌کوه سیرا نوادا واقع شده است.

## ویژگی‌ها
مک‌اواس سکویا شامل تعدادی ویژگی جدید و بهبودها است که عمدتا بر بهره‌وری متمرکز هستند:
- آینه‌سازی آیفون: این ویژگی برای آینه‌سازی و تعامل با محتوای آیفون به‌عنوان یک پنجره مک‌اواس معرفی شده است.
- برنامه ماشین‌حساب: طراحی مجدد شده است تا به آی‌اواس و آی‌پداواس شبیه‌تر باشد، شامل دکمه‌های گرد و از طراحی‌ای که از او اس ده یوسمیت استفاده میشده، فاصله گرفته است.
- برنامه نوتز: با ویژگی "Math Notes" به‌روز شده است که می‌تواند برای محاسبه معادلات ساده، ارزیابی عبارات و تخصیص متغیرها در داخل برنامه استفاده شود.
- برنامه پسوردز: یک برنامه مدیریت رمزهای عبور چندسکویی معرفی شده است.
- در تنظیمات سیستم: منوهای تکی دوباره مرتب شده و طراحی آن‌ها کمی تغییر کرده است تا دسترسی سریع‌تری به منوهای پرکاربرد داشته باشید.
- سافاری: بازطراحی شده است که شامل reader mode بازطراحی‌شده (اکنون به نام Reader)، زمان بارگذاری صفحات سریع‌تر، صفحه شروع جدید و یک منوی جدید یکپارچه است؛ این موارد قبلا مخصوص حالت جمع‌وجور در آی‌اواس/آی‌پداواس بودند.
- Toolkit انتقال بازی‌ها: مک‌اواس سکویا با دومین نسخه از Toolkit انتقال بازی‌ها منتشر می‌شود، که یک لایه سازگاری ویندوز ای‌پی‌آی است که از واین و Crossover مشتق شده است، به توسعه‌دهندگان این امکان را می‌دهد که بازی‌های ویندوزی را به راحتی به مک‌اواس منتقل کنند.
- هوش اپل: در تمامی مک‌های اپل سیلیکون در دسترس خواهد بود و شامل ویژگی‌های هوش مصنوعی مانند سیری بازطراحی‌شده، ابزارهای نوشتاری که متن انتخاب‌شده را بازبینی یا لحن آن را تغییر می‌دهند، پاسخ هوشمند در Mail برای سریع‌تر نوشتن پاسخ‌های ایمیل و یکپارچگی سیستم‌گسترده با چت‌جی‌پی‌تی خواهد بود.
- کاشی‌بندی پنجره: اکنون مک‌اواس به‌طور خودکار هنگام کشیدن یک پنجره به لبه‌های صفحه‌نمایش، کاشی‌بندی پنجره را پیشنهاد می‌دهد، مشابه ویژگی Window snapping در مایکروسافت ویندوز.
- برنامه تیپز: دارای رابط کاربری جدید است و شامل نکات جدیدی برای برنامه‌های فردی مانند فری‌فرم، پیجز، کی‌نوت، نوتز و اپل تی‌وی می‌باشد.

## سیستم مورد نیاز
مک‌اواس سکویا از تمام مک‌های مجهز به اپل سیلیکون و همچنین مک‌هایی با تراشه‌های Xeon-W و کافی لیک نسل هشتم یا جدیدتر پشتیبانی می‌کند. مک‌اواس سکویا از تمامی مک‌هایی که از مک‌اواس سونوما پشتیبانی می‌کنند، به جز مدل‌های مک‌بوک ایر ۲۰۱۸-۲۰۱۹ با تراشه‌های Amber Lake، پشتیبانی می‌کند. همانند سونوما، آی‌مک ۲۰۱۹ تنها مک اینتل پشتیبانی‌شده است که فاقد تراشه T2 است. مک‌اواس سکویا اولین نسخه از مک‌اواس است که پشتیبانی از مک‌های دارای تراشه T2 را قطع می‌کند.
- آی‌مک ۲۰۱۹ به بعد
- آی‌مک پرو ۲۰۱۷
- مک‌بوک ایر ۲۰۲۰ به بعد
- مک‌بوک پرو ۲۰۱۸ به بعد
- مک مینی ۲۰۱۸ به بعد
- مک پرو ۲۰۱۹ به بعد
- مک استودیو همه مدل‌ها